# Emil Österholm
Emil Johan Österholm, född 23 januari 1985, är en svensk keramiker.

## Biografi
Österholm är född och uppvuxen i Kovland utanför Sundsvall. Hans robotskulpturer har blivit ett begrepp men även hans andra skulpturer har fått uppmärksamhet, bland annat en brödrost som gjordes på uppdrag av Filip och Fredrik till deras tioårsgala på Kanal 5.
Hans konst finns också i offentliga sammanhang, ett verk sitter på en vägg i Rosengård och hans robotar finns representerade på Sundsvalls Museum.

Österholm har studerat vid Östra Grevie folkhögskola och Högskolan för design och konsthantverk.

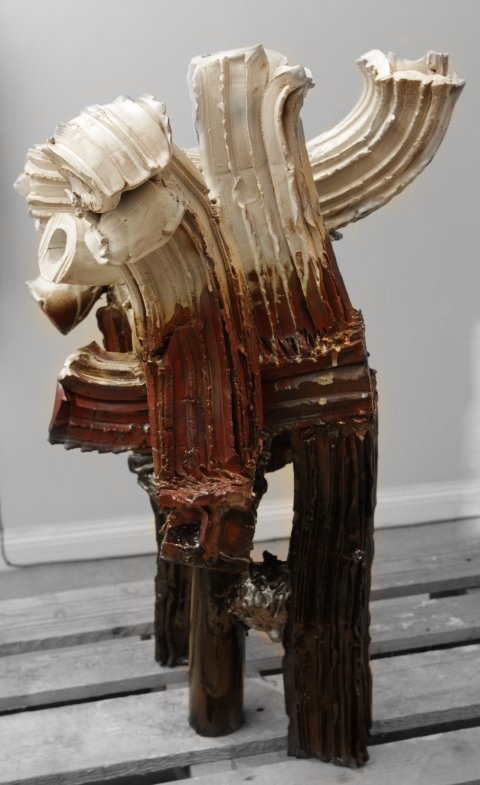
Tripod från Emils utställning i Sundsvall
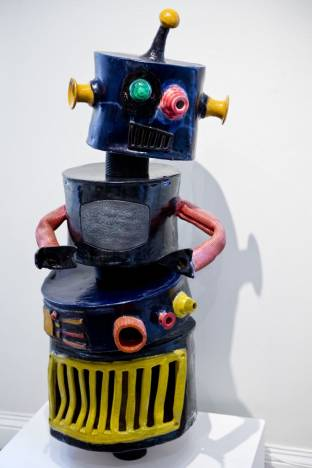
Robot från Emils utställning i Sundsvall
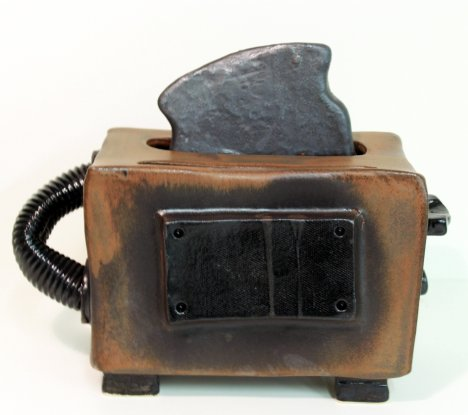
Brödrosten till Filip och Fredriks 10-årsgala